# Нора Дюсберг-Барановська
Нора Дюсберг-Барановська (нім. Nora Duesberg-Baranowski;  24 липня 1895, Відень — 1982,) — шведська скрипалька австрійського походження.

## Біографія
Дочка і учениця скрипаля Августа Дюсберга і піаністки Наталі Дюсберг. Дебютувала в 11-річному віці у Відні. З 1909 року навчалася в Віденському університеті музики і виконавського мистецтва у Отакара Шевчика. Пізніше вдосконалювала свою майстерність під керівництвом Карла Флеша в Берліні. Гастролювала по Австрії, Німеччині, Угорщині, Англії, США.
З 1920 року проживала в Швеції. У 1923 році отримала шведське громадянство і вийшла заміж за російського емігранта, піаніста Василя Барановського. Жила і працювала в Лунді, гастролювала по скандинавським країнам. У 1929 році першою виконала концерт для скрипки з оркестром Вільгельма Петерсона-Бергера (диригував автор). На рубежі 1920-1930-х років здійснила кілька невеликих записів, в тому числі «Мелодію» Op. 42 № 3 П. І. Чайковського (разом з чоловіком). У 1942 році стала концертмейстером Хельсінгборгського симфонічного оркестру.
Брат Нори — Херберт Дюсберг, австрійський скрипаль та альтист. В 1918—1919 роках удосконалював свою майстерність як і його сестра у Віденському університеті музики і виконавського мистецтва у Отакара Шевчика. У 1919—1920 році грав у Віденському тонкюнстлер-оркестрі. В 1920—1922 роках в оркестрі Віденської народної опери, а потім у Віденській державній опері. В 1926—1960 роках в складі Віденського філармонічного оркестру. Одночасно в 1922—1923 роках альтист в струнному квартеті Рудольфа Коліша. Іноді виступав у дуеті з сестрою. В 1917 році вони разом виконували Концертну симфонію для скрипки і альта с оркестром В. А. Моцарта з Віденським тонкюнстлер-оркестром.
Норі Дюсберг присвячена Концертна фантазія для скрипки з оркестром Ріхарда Штера.

## Дивись також
Емма Херделін